# Anguis
Anguis – rodzaj jaszczurek z podrodziny w Anguinae w rodzinie padalcowatych (Anguidae).

## Zasięg występowania
Rodzaj obejmuje gatunki występujące w niemal całej Europie, z wyjątkiem północnej części Półwyspu Skandynawskiego, Sardynii, Korsyki, południowej części Półwyspu Iberyjskiego, wysp Morza Egejskiego, południowej Ukrainy, Niziny Nadkaspijskiej i północnego obszaru europejskiej części Rosji. Poza Europą można je znaleźć w północno-zachodniej Azji (do rzeki Toboł) oraz w Azji Mniejszej i dalej na wschód po północny Iran. Niepewne stwierdzenia z Izraela oraz północnej części Afryki (Maroko, Algieria, Tunezja).

## Charakterystyka
Gatunki z tego rodzaju maksymalnie osiągają długość około 50 cm. Grzbiet jest w kolorze brązowym (od jasnego do ciemnego i w różnych odcieniach), rzadziej ciemnoszary lub czarny. Spodnia strona ciała i boki są czarne. Padalce nie mają kończyn, przez co często mylone są z wężami, z którymi nie są jednak spokrewnione. Ich głowa jest mała, o zaokrąglonym pysku, nie wyodrębniona z tułowia. Zarówno grzbiet jak i spód ciała pokryte są dachówkowato na siebie zachodzącymi łuskami. 

## Systematyka

### Etymologia
Anguis: łac. anguis „wąż”.

### Podział systematyczny
Przeprowadzone przez Maceya i współpracowników (1999) oraz Wiensa i Slingluffa (2001) analizy filogenetyczne wykorzystujące dane molekularne sugerują, że rodzaj Ophisaurus jest parafiletyczny, gdyż część należących do niego gatunków jest bliżej spokrewnionych z gatunkami zaliczanymi do rodzaju Anguis oraz z żółtopuzikiem bałkańskim (również zaliczanym przez autorów do Ophisaurus; inni autorzy zaliczają go do osobnego rodzaju Pseudopus) niż z innymi gatunkami z rodzaju Ophisaurus; według tych analiz gatunki O. attenuatus, O. ventralis i O. harti są bliżej spokrewnione z Anguis i żółtopuzikiem bałkańskim niż z O. koellikeri. Ze względu na parafiletyzm Ophisaurus Macey i współpracownicy (1999) zalecili, by uznać Ophisaurus za młodszy synonim rodzaju Anguis (choć dopuszczali też możliwość pozostawienia Ophisaurus jako odrębnego rodzaju, przy jednoczesnym przeniesieniu żółtopuzika bałkańskiego do odrębnego rodzaju Pseudopus, zaś O. koellikeri do rodzaju Hyalosaurus). Zsynonimizowanie Ophisaurus (i Pseudopus) z Anguis oznaczałoby włączenie do tego ostatniego rodzaju dodatkowych 14 gatunków i rozszerzenie zasięgu występowania przedstawicieli rodzaju na cały Iran, Afganistan, Azję Środkową, Indie, Chiny, Azję Południowo-Wschodnią i Amerykę Północną. Do rodzaju należą następujące gatunki: 
- Anguis cephallonica Werner, 1894 – padalec peloponeski[8]
- Anguis colchica (Nordmann, 1840) – padalec kolchidzki[8]
- Anguis graeca Linnaeus, 1758 – padalec grecki[8]
- Anguis veronensis Bedriaga, 1881 – padalec włoski[8]
- Anguis fragilis Pollini, 1818 – padalec zwyczajny[8]

### Kladogram
Kladogram według Gvoždíka i in. (2013). Analiza oparta na sekwencjach genów ND2 i tRNA:
|  | Anguis cephallonica |
|  |                     |
|  | Anguis veronensis   |
|  |                     |

|  | Anguis fragilis                                                   |
|  |                                                                   |
|  | \| \| Anguis colchica \| \| \| \| \| \| Anguis graeca \| \| \| \| |
|  |                                                                   |
|  | Anguis colchica                                                   |
|  |                                                                   |
|  | Anguis graeca                                                     |
|  |                                                                   |

|  | Anguis colchica |
|  |                 |
|  | Anguis graeca   |
|  |                 |

|  | Anguis cephallonica |
|  |                     |
|  | Anguis veronensis   |
|  |                     |

|  | Anguis fragilis                                                   |
|  |                                                                   |
|  | \| \| Anguis colchica \| \| \| \| \| \| Anguis graeca \| \| \| \| |
|  |                                                                   |
|  | Anguis colchica                                                   |
|  |                                                                   |
|  | Anguis graeca                                                     |
|  |                                                                   |

|  | Anguis colchica |
|  |                 |
|  | Anguis graeca   |
|  |                 |

## Ochrona
W Polsce występują padalec zwyczajny i padalec kolchidzki – są objęte ochroną częściową.